# Fernando Castro Santos
Fernando Castro Santos (Pontevedra, 20 febbraio 1952) è un allenatore di calcio spagnolo.
È il padre di Diego Castro, a sua volta calciatore.